# Salangane de la Sonde
Aerodramus salangana
Espèce
Synonymes
- Hemiprocne salangana Streubel, 1848
(protonyme)
- Collocalia salangana (Streubel, 1848)

Statut de conservation UICN

 LC  : Préoccupation mineure
La Salangane de la Sonde (Aerodramus salangana) est une espèce d'oiseaux de la famille des Apodidae.

## Répartition
Cette espèce vit dans le Nord de Bornéo, les îles Natuna et les îles Derawan, au large de Sumatra et Java.

## Description

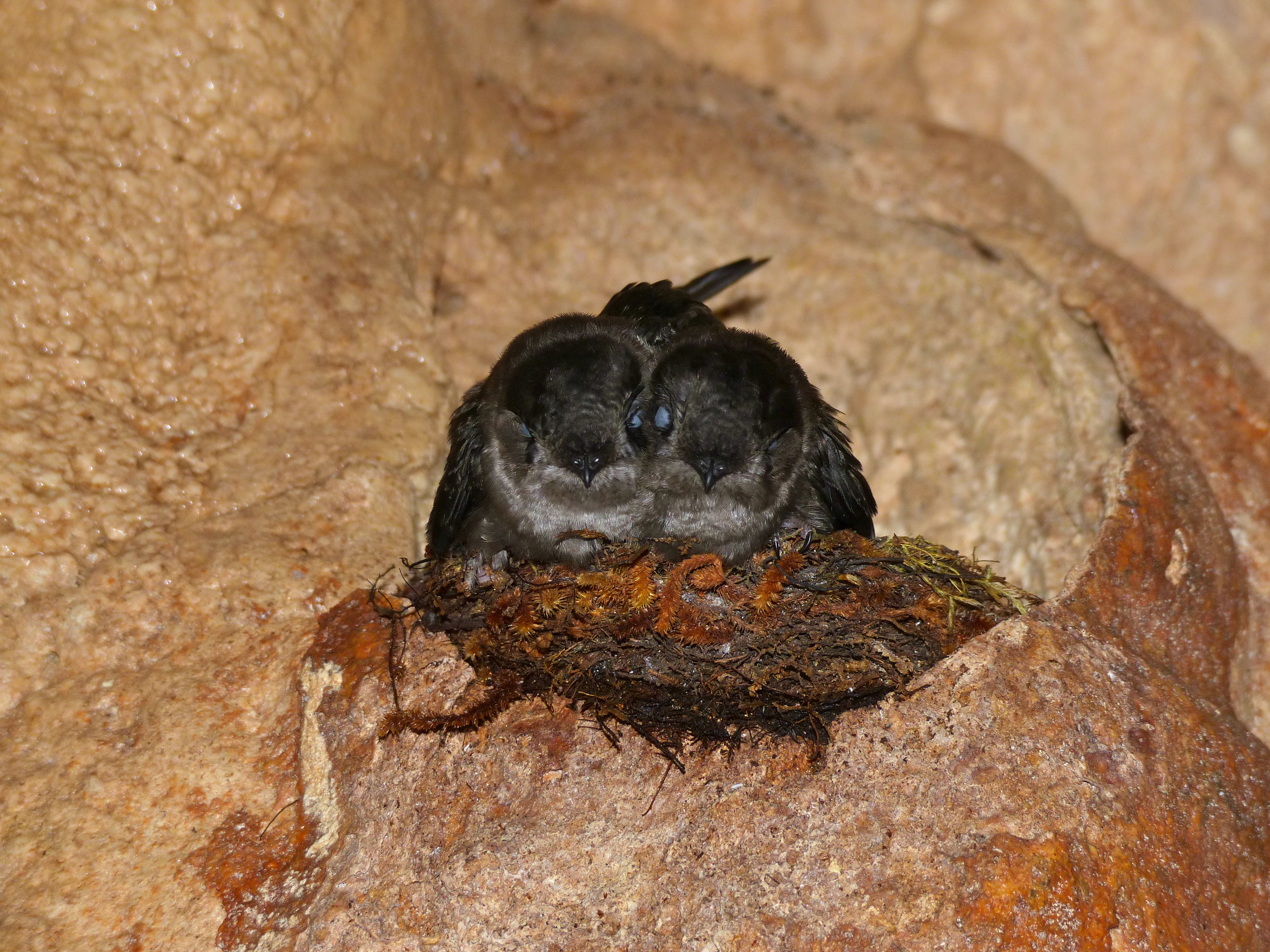
Salanganes de la Sonde (Parc national du Gunung Mulu, Malaisie)